# José Patrocinio Jiménez
José Patrocinio Jiménez Bautista (Ramiriquí, Boyacá, 17 de enero de 1953) es un ciclista colombiano actualmente retirado, activo durante los años 1970 y 1980.

## Trayectoria
Fue uno de los ciclistas más destacados de su generación en Colombia. Fue uno de los pocos que disputó la hegemonía de Rafael Antonio Niño en las competencias ciclísticas de Colombia. En 1976, aprovechando la ausencia de Niño, realizó un doblete contundente Vuelta a Colombia - Clásico RCN. Sus siete podios en estas, las dos carreras más importantes de su país le permitieron integrar su selección nacional. Fuera de Colombia disputa de forma notable el Tour de l'Avenir de 1981, en el cual finaliza 3.º (en 1980 termina en 6.º lugar),) y la Coors Classic que gana en 1982.
Gracias a sus resultados, hace parte del primer equipo de ciclismo colombiano (amateur) invitado a participar en el Tour de Francia 1983. A pesar de contar ya con 31 años, realiza una carrera notable, finalizando en la posición 17.º en la clasificación general final y cuatro veces en los diez primeros lugares de llegada en etapa. Como en la carrera contrarreloj en Puy de Dôme donde finaliza 3.º, o bien cuando termina 4.º en la llegada a Bagnères-de-Luchon. Esos resultados, los cuales obtuvo gracias a su condición de escalador, le permitieron quedar segundo en la clasificación de la montaña.
Al Tour 83, obtuvo los podios en el Tour de l'Avenir de 1981 que despertó el interés por el escalador colombiano por parte de los equipos europeos y le permitió pasar al profesionalismo al año siguiente. Junto a Edgar Corredor, integró el equipo español, Teka. participó en la Vuelta a España 1984 y obtuvo su mejor resultado en una gran vuelta, al finalizar 7.º en la clasificación general. El mismo año logró su mejor clasificación en la clasificación general de un Tour de Francia, con un 15.º lugar.
En 1985, integró el primer equipo profesional de Colombia, Café de Colombia. Del cual durante cuatro años sería el capitán.

## Palmarés

### En Colombia
- Vuelta a Colombia
  - Campeón de la Clasificación General Final en 1976.[3]
- Clásico RCN
  - Campeón de la Clasificación General Final en 1976.
- Vuelta a Antioquia
  - Campeón de la Clasificación General Final en 1980.
  - Campeón de la Clasificación General Final en 1982.
- Vuelta a Cundinamarca
  - Campeón de la Clasificación General Final en 1978.
  - Campeón de la Clasificación General Final en 1981.
  - Campeón de la Clasificación General Final en 1983.
- Gran Premio de Escaladores
  - Campeón de la Clasificación General Final en 1977.
- Doble a Moniquirá, Colombia
  - Campeón en Clasificación General Final en 1979.

### En Otros Países
- Coors Classic, Estados Unidos
  - Campeón de la Clasificación General Final en 1982.
- Vuelta al Táchira, Venezuela
  - Campeón de la Clasificación General Final en 1977.
- Vuelta a Guatemala, Guatemala
  - Campeón de la Clasificación General Final en 1976.
  - Campeón de la Clasificación General Final en 1977.
- Gran Premio Internacional de Ciclismo Jalisco, México
  - Campeón en Clasificación General Final en 1979.

## Resultados año por año
- 1974 
  - 6.º en Clasificación General Final Vuelta de la Juventud de Colombia, Colombia
  - 3.º en Clasificación General Final Campeonato de Colombia de Ciclismo en Ruta, Colombia
  - 1.º en Clas.Novatos Vuelta a Colombia, Colombia
  - 8.º en Clasificación General Final Vuelta a Colombia, Colombia
  - 6.º en Clasificación General Final Vuelta a Venezuela, Venezuela
  - 1.º en 2.ª etapa Clásico POC, Colombia
- 1975
  - 1.º en 6.ª etapa Cruce de Los Andes, Chile
  - 2.º en Clasificación General Final Cruce de Los Andes, Chile
  - 6.º en Clasificación General Final Vuelta a Cundinamarca, Colombia
  - 2.º en Clasificación General Final Vuelta a Colombia, Colombia
- 1976
  - 1.º en 2.ª etapa Clásico RCN, Colombia
  - Campeón en Clasificación General Final Clásico RCN, Colombia
  - 1.º en 9.ª etapa Vuelta a Colombia, Colombia
  - 1.º en Clas. Montaña Vuelta a Colombia, Colombia
  - Campeón en Clasificación General Final Vuelta a Colombia, Colombia
  - 1.º en 2.ª etapa Vuelta a Guatemala, Guatemala
  - 1.º en 7.ª etapa Vuelta a Guatemala, Guatemala
  - 1.º en 8.ª etapa Vuelta a Guatemala, Guatemala
  - 1.º en 12.ª etapa Vuelta a Guatemala, Guatemala
  - 1.º en Clas. Montaña Vuelta a Guatemala, Guatemala
  - 1.º en Clas.Puntos Vuelta a Guatemala, Guatemala
  - Campeón en Clasificación General Final Vuelta a Guatemala, Guatemala
- 1977
  - 1.º en 2.ª etapa Vuelta al Táchira, Venezuela
  - Campeón en Clasificación General Final Vuelta al Táchira, Venezuela
  - 5.º en Clasificación General Final Vuelta a Cundinamarca, Colombia
  - 2.º en Clasificación General Final Clásico RCN, Colombia
  - 1.º en 1.ª etapa Gran Premio de Escaladores, Colombia
  - Campeón en Clasificación General Final Gran Premio de Escaladores, Colombia
  - 2.º en Clasificación General Final Vuelta a Colombia, Colombia
  - 1.º en 2.ª etapa Vuelta a Guatemala, Guatemala
  - 1.º en 4.ª etapa Vuelta a Guatemala, Guatemala
  - 1.º en 8.ª etapa Vuelta a Guatemala, Guatemala
  - 1.º en Clas. Montaña Vuelta a Guatemala, Guatemala
  - Campeón en Clasificación General Final Vuelta a Guatemala, Guatemala
- 1978
  - 1.º en 5.ª etapa Vuelta al Táchira, Venezuela
  - 1.º en Clas. Montaña Vuelta al Táchira, Venezuela
  - 1.º en Clas.Puntos Vuelta al Táchira, Venezuela
  - 2.º en Clasificación General Final Vuelta al Táchira, Venezuela
  - 2.º en Clasificación General Final Vuelta a la Sabana, Colombia
  - 6.º en Clasificación General Final Clásico RCN, Colombia
  - 1.º en 2.ª etapa Vuelta a Cundinamarca, Colombia
  - 1.º en Clas.Puntos Vuelta a Cundinamarca, Colombia
  - Campeón en Clasificación General Final Vuelta a Cundinamarca, Colombia
  - 1.º en Clas. Montaña Vuelta a Chile, Chile
  - 2.º en Clasificación General Final Vuelta a Chile, Chile
- 1979
  - 9.º en Clasificación General Final Doble a Sasaima, Colombia
  - 1.º en 1.ª etapa Doble a Moniquirá, Colombia
  - 1.º en Clas. Montaña Doble a Moniquirá, Colombia
  - Campeón en Clasificación General Final Doble a Moniquirá, Colombia
  - 1.º en Clas. Montaña Clásico RCN, Colombia
  - 2.º en Clasificación General Final Clásico RCN, Colombia
  - 1.º en 7.ª etapa Vuelta a Colombia, Colombia
  - 1.º en Clas. Montaña Vuelta a Colombia, Colombia
  - 3.º en Clasificación General Final Vuelta a Colombia, Colombia
  - 1.º en 4.ª etapa Clásica del Oriente, Colombia
  - 1.º en Clas. Montaña Clásica del Oriente, Colombia
  - 1.º en 1.ª etapa Gran Premio Internacional de Ciclismo Jalisco, México
  - 1.º en 3.ª etapa Gran Premio Internacional de Ciclismo Jalisco, México
  - 1.º en Clas. Montaña Gran Premio Internacional de Ciclismo Jalisco, México
  - Campeón en Clasificación General Final Gran Premio Internacional de Ciclismo Jalisco, México
  - 1.º en 3.ª etapa Vuelta a Chile, Chile
  - 2.º en Clasificación General Final Vuelta a Chile, Chile
- 1980
  - 3.º en Clasificación General Final Coors Classic, Estados Unidos
  - 1.º en 3.ª etapa Vuelta a Boyacá, Colombia
  - 1.º en 4.ª etapa Vuelta a Boyacá, Colombia
  - 1.º en Clas. Montaña Vuelta a Boyacá, Colombia
  - 2.º en Clasificación General Final Vuelta a Boyacá, Colombia
  - 1.º en Clas. Montaña Clásico RCN, Colombia
  - 7.º en Clasificación General Final Clásico RCN, Colombia
  - 1.º en Clas. Montaña Vuelta a Colombia, Colombia
  - 3.º en Clasificación General Final Vuelta a Colombia, Colombia
  - 1.º en 7.ª etapa Tour del Porvenir, Francia
  - 6.º en Clasificación General Final Tour del Porvenir, Francia
  - 1.º en 1.ª etapa Vuelta a Antioquia, Colombia
  - 1.º en Clas. Montaña Vuelta a Antioquia, Colombia
  - Campeón en Clasificación General Final Vuelta a Antioquia, Colombia
- 1981
  - Campeón en Clasificación General Final Vuelta a Cundinamarca, Colombia
  - 4.º en Clasificación General Final Clásico RCN, Colombia
  - 1.º en 10.ª etapa Vuelta a Colombia, Colombia
  - 1.º en Clas. Montaña Vuelta a Colombia, Colombia
  - 5.º en Clasificación General Final Vuelta a Colombia, Colombia
  - 1.º en 6.ª etapa parte A Gran Premio Guillermo Tell, Suiza
  - 1.º en 6.ª etapa parte B Gran Premio Guillermo Tell, Suiza
  - 2.º en Clasificación General Final Gran Premio Guillermo Tell, Suiza
  - 1.º en 8.ª etapa Tour del Porvenir, Francia
  - 1.º en Clas. Montaña Tour del Porvenir, Francia
  - 3.º en Clasificación General Final Tour del Porvenir, Francia
- 1982
  - Campeón en Clasificación General Final Vuelta a Antioquia, Colombia
  - 1.º en 9.ª etapa Clásico RCN, Colombia
  - 4.º en Clasificación General Final Clásico RCN, Colombia
  - 1.º en 3.ª etapa Coors Classic, Estados Unidos
  - 1.º en 6.ª etapa Coors Classic, Estados Unidos
  - Campeón en Clasificación General Final Coors Classic, Estados Unidos
  - 5.º en Clasificación General Final Vuelta a Colombia, Colombia
  - 1.º en 2.ª etapa Vuelta a Chile, Chile
  - 3.º en Clasificación General Final Vuelta a Chile, Chile
- 1983
  - Campeón en Clasificación General Final Vuelta a Cundinamarca, Colombia
  - 4.º en Clasificación General Final Clásico RCN, Colombia
  - 3.º en Clasificación General Final Vuelta a Colombia, Colombia
  - 17.º en Clasificación General Final Tour de Francia, Francia
- 1984 
  - 7.º en Clasificación General Final Vuelta a España,  España
  - 15.º en Clasificación General Final Tour de Francia, Francia
  - 8.º en Clasificación General Final Subida a Urkiola,  España
  - 8.º en Clasificación General Final Hucha de Oro, España
  - 6.º en Clasificación General Final Trofeo Masferrer, España
  - 9.º en Clasificación General Final Volta a Cataluña, España
  - 2.º en Clasificación General Final Subida al Naranco, España
- 1985
  - 8.º en Clasificación General Final Vuelta a Cundinamarca, Colombia
  - 6.º en Clasificación General Final Escalada Ciclista a Montjuic, España
- 1986
  - 5.º en Clasificación General Final Clásica Grupo Radial Colombiano, Colombia
  - 1.º en 4.ª etapa parte B Vuelta a Boyacá, Colombia
  - 8.º en Clasificación General Final Vuelta a Boyacá, Colombia
  - 4.º en Clasificación General Final Campeonato de Colombia de Ciclismo en Ruta, Colombia
- 1987
  - 16.º en Clasificación General Final Vuelta a España,  España

## Resultados en lasGrandes Vueltas
| Carrera         | 1983 | 1984 | 1985 | 1986 | 1987 | 1988 |
| Tour de Francia | 17.º | 15.º | -    | 21.º | -    | 51.º |
| Giro de Italia  | -    | -    | -    | -    | -    | -    |
| Vuelta a España | -    | 7.º  | -    | 32.º | 16.º | -    |

-: no participa 

## Equipos
- Aficionados:[5]
  - 1974:  Ministerio de Obras Públicas
  - 1975:  Ministerio de Obras Públicas
  - 1976:  Banco Cafetero
  - 1977:  Ministerio de Obras Públicas
  - 1978:  Libreta de Plata
  - 1979:  Ministerio de Obras Públicas
  - 1980:  Freskola
  - 1981:  Freskola
  - 1982:  Leche Sana
  - 1983:  Pilas Varta
- Profesionales:[5]
  - 1984:  Teka
  - 1985:  Pilas Varta - Café de Colombia - Mavic
  - 1986:  Café de Colombia - Pilas Varta
  - 1987:  Pilas Varta - Café de Colombia
  - 1988:  Café de Colombia (equipo ciclista)